# الرقابة على الوقف
الرقابة على الوقف تستهدف "الرقابة على الوقف" ضمان سلامة التصرفات المالية، والكشف عن الانحرافات، ومدى مطابقتها مع القوانين والقواعد النافذة، ويعتبر الوقف ممارسة شرعية تستند إلى أحكام أقرها الفقهاء، فمن الضروري أن تعمل الرقابة في المؤسسة الوقفية على تحقيق الالتزام بالضوابط الشرعية كاملة، وتهدف الرقابة إلى بحث وتحري أسباب القصور في العمل والإنتاج، والكشف عن المخالفات الإدارية والمالية، تنقسم الرقابة إلى رقابة مالية، ورقابة قضائية وقانونية، ورقابة شرعية.
التعريف الإفرادي:
الرقابة: الحفظ، فمن أسماء الله تعالى الرقيب وهو الحافظ الذي لا يغيب عنه شيء، وتأتي بمعنى الانتظار، ومنه قوله تعالى {ولم ترقب قولي} أي لم تنتظر قولي، ومن معانيها الحارس، وهي عملية التحقق من مدى إنجاز الأهداف المبتغاة، والكشف عن معوقات تحقيقها، والعمل على تذليلها في أقصر وقت ممكن.
الوقف: هو التحبيس أو التسبيل، وهو الذي يشترك فيه عدد من الأشخاص أو الجهات في حبس مال، أو أموال يمتلكونها على جهة واحدة، أو متعددة بشروط معينة، وإدارة معينة في عقد واحد، أو عقود متعددة متلاحقة.
التعريف المركب:
الرقابة على الوقف: هي مجمل العمليات التي تستهدف ضمان سلامة التصرفات المالية، والكشف الكامل عن الانحرافات، ومدى مطابقة التصرفات المالية مع القوانين والقواعد النافذة.

## أهمية الرقابة على الوقف
تعمل الرقابة في المؤسسة الوقفية على تحقيق الالتزام بالضوابط الشرعية، والرقابة الشرعية ذات أهمية بالغة والحاجة إلى تفعيل دورها ماسة بالنسبة للمؤسسات الوقفية وذلك لعدة اعتبارات من أهمها:
1. أن ممارسة النشاط الوقفي يستند إلى أساس شرعي، حيث تصبح الرقابة الشرعية ضرورة حيوية للمؤسسة الوقفية، فهي الجهة التي تراقب وترصد سير عملها والتزامها وتطبيقها في معاملاتها للأحكام الشرعية.
2. عدم الإحاطة بقواعد المعاملات الشرعية وفقه الوقف ومعاملاته من قبل جميع العاملين في المؤسسات والإدارات الوقفية.
3. تطور مجالات الأوقاف وتعدد صوره وأشكاله، وتغير أشكال الثروة في المجتمع أدى لظهور مسائل ومباحث في فقه الوقف والتي لا يوجد لها أحكام في المصادر الفقهية القديمة، وإن وجدت الأحكام فإن القائمين على المؤسسات الوقفية غير مؤهلين للكشف عنها أو البت فيها.
4. تطور مجالات الأوقاف وتعدد صوره وأشكاله، وتغير أشكال الثروة في المجتمع أدى لظهور مسائل ومباحث في فقه الوقف والتي لا يوجد لها أحكام في المصادر الفقهية القديمة، وإن وجدت الأحكام فإن القائمين على المؤسسات الوقفية غير مؤهلين للكشف عنها أو البت فيها.
5. إن المعاملات والعمليات التي تجري على الأموال والأملاك الوقفية كالاستبدال والبيع والاجارة والاستثمار، تحتاج إلى رأي من هيئة الفتوى، ونظراً لتميز هذه العمليات بالتغيير وعدم التكرار مع كل حالة أو عملية أو مشروع تباشره المؤسسة الوقفية، ومن ثم فالعاملون في إدارة واستثمار الأوقاف يجب أن يكونوا على اتصال مستمر مع الرقابة الشرعية، لأنهم دائماً بحاجة إلى الفتيا في نوازل وواقعات تواجههم أثناء عملهم.
6. إن وجود الرقابة الشرعية في المؤسسة الوقفية يعطيها الصبغة الشرعية، كما يمنحها ثقة الجمهور من الواقفين والمنتفعين بالوقف.
7. تعتبر الرقابة الشرعية من أهم الأجهزة الرقابية المستحدثة في المؤسسات المصرفية والمؤسسات الوقفية فهي تشكل الأساس الذي يعتمد على الكثير من المتعاملين معها لمعرفة مدى التزام تلك المؤسسات بالأحكام الشرعية.[1]

## أهداف الرقابة على الوقف
1. بحث وتحري أسباب القصور في العمل والإنتاج، والكشف عن عيوب النظم الإدارية والفنية والمالية التي تعرقل السير المنتظم للأجهزة العامة، واقتراح وسائل علاجها.
2. متابعة تنفيذ القوانين، والتأكد من أن القرارات واللوائح والأنظمة السارية وافية لتحقيق الغرض منها.
3. الكشف عن المخالفات الإدارية والمالية، والجرائم الجنائية، التي تقع من العاملين أثناء مباشرتهم لواجبات وظائفهم.
4. إمداد جهات الإدارة العليا بكل ما يطلبونه من بيانات أو معلومات أو دراسات تتعلق بسير الجهاز الإداري، وكافة الأجهزة التي تدخل في نطاق اختصاصها.
5. التحقق من أن الإنفاق تم وفقاً لما هو مقرر له، وأن الموارد حصلت كما هو مقرر واستخدمت أفضل استخدام.[4][7]

## أنواع الرقابة على الوقف

### أولاً: الرقابة المالية
تتمثل الرقابة على العمليات المالية، في مجموعة من الإجراءات اللازمة للتحقق من أن عمليات الصرف والتحصيل للنفقات والإيرادات العامة تتم طبقاً لما هو مقرر في الموازنة من ناحية وفي حدود التعليمات والقواعد والأحكام الموضوعة من ناحية أخرى، والغرض من ذلك اكتشاف الانحرافات والأخطار أو نقاط الضعف والعمل على علاجها وتفادي تكرار حدوثها وهي تنقسم إلى:
الرقابة المالية من حيث الزمن الذي تمارس فيه:
ونعني بهذه الرقابة، الرقابةَ المتلازمة مع مراحل تنفيذ العمليات المالية، وهي بهذا المعنى تنقسم إلى ثلاثة أقسام:
- الرقابة المسبقة (الوقائية): وهي حق يخوله القانون لشخص للقيام بهذا الدور وذلك لتجنب الأخطاء قبل وقوعها، ولهذا فقد أطلق عليها اسم "الرقابة الواقية" لأنها تعمل على تلافي الوقوع في الأخطاء والانحرافات، ومن مميزاتها:

1. تساعد على التنفيذ السليم للسياسة المالية والاقتصادية والاجتماعية للدولة.
2. تساعد على الدقة في تطبيق وتنفيذ القوانين واللوائح والتعليمات المالية.
3. آثارها سريعة حيث تقع فوراً قبل وقوع الحدث المالي، ويعتبر هذا من أهم مميزات الرقابة المالية.
4. تقلل فرص ارتكاب الأخطاء وتمنع وقوع معظمها.

ومن عيوب هذه الرقابة
1. تأخير تنفيذ الأعمال بسبب الوقت الذي تتطلبه الرقابة السابقة.
2. تحكم القائمين بالرقابة السابقة في الجهات والمصالح الحكومية مما يزيد من نفوذهم.
3. في كثير من الأحيان تكون هذه الرقابة شكلية فقط وليست موضوعية.[3][5][19]

- الرقابة أثناء التنفيذ (المرافقة)

وهذا النوع من الرقابة تقوم به الأجهزة والإدارات المختلفة للتأكد من سلامة ما يجري عليه العمل داخلها، ومن أن التنفيذ يسير وفقاً للخطط والسياسات الموضوعة، وتتوزع مسئوليات هذه الرقابة على ثلاث مستويات رئيسية:
1. المتابعة في داخل الوحدة الإدارية.
2. المتابعة من قبل الوزارة المشرفة على مثل هذه الأعمال.
3. المتابعة من قبل الأجهزة الرقابية المتخصصة.[3][19]

وهذه الرقابة تساهم في تطوير العمل إذ تؤدي إلى تصحيح الأخطاء مما ينعكس على النتائج المرجوة، ومما يميز هذه الرقابة بأنها ما تكاد تكشف عن الانحراف وتصحيحه حتى تعود فتتابع العمل للوقوف على مدى ما حققه هذا التصحيح من نتائج.
- رقابة لاحقة

ويقصد بهذه الرقابة مراجعة العمليات المالية التي تمت فعلاً للكشف عما وقع من مخالفات مالية في الفترة اللاحقة لإتمام عملية التنفيذ، ويتسم هذا النوع من الرقابة بالشمول حيث إنه يشمل فحص الحسابات في مجموعها، ويتم ذلك بالرجوع إلى المستندات والسجلات المحاسبية الخاصة بصرف الأموال وتحصيلها لمعرفة المخالفات والأخطاء التي وقعت بها جهة التنفيذ، ومدى مطابقة هذه التصرفات للوائح والنظم والقوانين الواجبة التنفيذ.
- الرقابة المالية من حيث الجهة التي تتولى الرقابة

يمكن تقسيم الرقابة المالية من حيث الجهة التي تتولى الرقابة إلى قسمين:
رقابة داخلية: وهي رقابة تباشرها الجهة أو المؤسسة على نفسها وذلك من خلال إيجاد موظفين متخصصين لتدقيق معاملاتها، كما تتم بمحاسبة المدير لموظفيه في نفس الإدارة، وهذه الرقابة يمكن تقسيمها إلى قسمين:
- رقابة ذاتية: وهي أن يحاسب الإنسان نفسه عن تقصيره فيما كلف به وهو ما يسمى بالوازع الديني في مراقبة الله ومخافته، وهذا النوع من الرقابة أولاه الإسلام أهمية كبرى، وأشرك فيه الناس جميعاً فلا فرق بين ذكر وأنثى أو حاكم ومحكوم، والآيات جاءت لتحض المؤمنين على مثل هذه الرقابة ومنها قوله تعالى {وهو معكم أينما كنتم}[20]، وقوله تعالى {إن الله لا يخفى عليه شيء في الأرض ولا في السماء}.[21]
- رقابة داخلية بمفهومها السابق وهي الرقابة التي تباشرها المؤسسة على نفسها، ومن أمثلة الرقابة الداخلية:

1. إدارة الرقابة والمراجعة في المؤسسات المختلفة.
2. رقابة الشركات القابضة على الشركات التابعة.
3. رقابة الوزير للإدارات التابعة له.
4. رقابة الهيئات الشرعية على ممارسات المؤسسات المالية الإسلامية.

- رقابة خارجية: وهي رقابة تتولاها أجهزة خارجية غير خاضعة لسلطة الجهة المنفذة أو القائمة على المشروع، ومن أمثلتها مكتب التدقيق الخارجي وهو ما تفرضه جهات الإشراف في الدولة على كافة المؤسسات الخاضعة لإشرافها، وكذا قيام البنك المركزي بفحص ومراجعة أوراق الشركة والتأكد من سلامتها، ومن أمثلتها أيضاً رقابة السلطة التشريعية على السلطة التنفيذية[7][19]، والرقابة الشعبية وهي رقابة أصحاب المصلحة الحقيقية المباشرة في النشاط المالي وهم المساهمون والمودعون والواقفون.

### ثانياً: الرقابة القضائية والقانونية
تعتبر الرقابة القضائية من أهم صور الرقابة، إذ يعد القضاء أكثر الأجهزة القادرة على حماية مبدأ المشروعية والدفاع عن الحقوق والحريات الفردية، إذا ما توافرت له الضمانات الضرورية التي تكفل له الاستقلال في أداء وظيفته، حتى يمكن أن تتحقق بشأنه الحيدة المطلقة وبالتالي يمكنه أن يقوم بالرقابة على أكمل وجه وتتمير الرقابة القضائية بما يلي:
1. الرقابة القضائية على خلاف الرقابة السياسية والإدارية، لا تتحرك من تلقاء نفسها، وإنما لا بد من رفع دعوى أمام القضاء من ذوي الشأن، لكي يستند إليها القاضي في ممارسته للرقابة.
2. دور القاضي فحص التصرف محل النزاع من حيث مطابقته أو عدم مطابقته للقواعد القانونية، دون أن تمتد هذه الرقابة إلى بحث مدى ملاءمة هذا التصرف.
3. لا يمكن لأحكام القضاء بعد أن تصبح نهائية أن تكون محلاً للمنازعة بل تنفذ بالقوة إذا دعت الحاجة[22].

### ثالثاً: الرقابة الشرعية
يقصد بها: متابعة وفحص وتحليل كـافة الأعمال والتصرفات والسلوكيات التي يقوم بها الأفراد والجماعات والمؤسسات والوحدات وغيرها، للتأكد من أنها تتم وفقاً لأحكام وقواعد الشريعة الإسلامية، وذلك باستخدام الوسائل والأساليب الملائمة والمشروعة، وبيان المخالفات والأخطاء وتصويبها فوراً، وتقديم التقارير إلى الجهات المعنية متضمنة الملاحظات والنصائح والإرشادات وسبل التطوير إلى الأفضل ومن مهامها:
1. متابعة ما يصدر عن الهيئة من فتاوى وقرارات.
2. ترتيب اللقاءات بين الأمانة والهيئة، وعقد الاجتماعات الخاصة بالهيئة.
3. التثبت من شرعية التطبيق، وذلك بالمراجعة المنتظمة للخطوات العملية وتدقيق المستندات والوثائق من وجهة نظر شرعية من خلال مواعيد دورية، يتم تحديدها من قبل الهيئة بالتنسيق مع الأمانة، وذلك للاطلاع على حالات عشوائية للمعاملات المختلفة لأعمال الأمانة.
4. مناقشة الملاحظات والنتائج الأولية التي توصل إليها مع الأطراف الإدارية المعنية قبل إصدار تقاريره النهائية.
5. تقديم تقارير دورية للهيئة الشرعية والأمين العام عما يقوم به، وعن أعمال الأمانة، من حيث التدقيق الشرعي ونحوه.
6. تنفيذ الدورات الفقهية والعملية المتعلقة بالوقف تحت إشراف وتوجيه الهيئة بالتنسيق مع الأمانة والموارد البشرية، والمساهمة في نشر الوعي والمبادئ الشرعية والأخلاق الإسلامية.
7. المشاركة في دراسة مشروعات العقود والوثائق والمنتجات المتعلقة بأعمال وأنشطة الأمانة وعرضها على الهيئة قبل التوقيع عليها، للتأكد من عدم تعارضها مع الأحكام الشرعية.
8. المشاركة في إعداد الدراسات التفصيلية حول القضايا والأنشطة ذات الأهمية، والتي تتطلب عناية خاصة من النواحي الشرعية، ومراجعة ذلك في كتب الفقه.
9. العمل على تجميع الفتاوى والقرارات الصادرة عن الهيئة، ثم عرضها على الهيئة لتقرر ما يتم نشره منها باعتبارها مرجعاً شرعياً ومستنداً رسمياً، يتعين على الأمانة التقيد بها وعدم مخالفة شيء منها، إلا ما يتم الرجوع عنه من قبل الهيئة.[4]

## نماذج من الرقابة على الوقف في الأردن
حتى تتمكن الوزارة من القيام بدورها في إدارة واستثمار الأوقاف فقد أنشئت الدوائر والمديريات الآتية التي لها علاقة مباشرة بالوقف وهي:
- مديرية الرقابة والتفتيش الإداري

تهدف إلى مساعدة الإدارة العليا في الوزارة على التأكد من أن الأهداف المحددة قد تم إنجازها وفق الخطط والسياسات المرسومة، وتزويد الإدارة العليا بالمعلومات والبيانات عما يجري على الواقع، لغايات إحكام الرقابة والتقييم والمساءلة ومساعدة الإدارة العليا في مجال الرقابة على المال وضمان الالتزام بمستويات الأداء المختلفة لتحقيق الأهداف المرسومة ويشمل نطاق عمل الرقابة الداخلية التدقيق والرقابة المالية والإدارية، السابقة أو اللاحقة، الشاملة والجزئية، في كافة المجالات وترتبط بالوزير.
- مديرية الأملاك الوقفية

تتولى العناية بالأملاك الوقفية، وذلك بالمحافظة على أموال الوقف المنقولة وغير المنقولة تنمية وإعماراً واستثماراً وزراعة، بما يحقق مصلحة الوقف، ويوفر الاستغلال الأمثل لعقارات الوقف، بما يعود بالنفع على مؤسسة الوقف وأهدافها، ، وتقوم المديرية بمتابعة تسجيل أراضي وعقارات الأوقاف، وتدوين متابعة تنفيذ الحجج الوقفية، وتسجيل الأملاك الموقوفة باسم المتولي (وزارة الأوقاف)، وضبط الأملاك الموقوفة على الأعمال الخيرية، ومتابعة الاستملاكات ومعاملات تفويض وتخصيص قطع الأراضي اللازمة للمقابر والمساجد، والاحتفاظ بسجلات خاصة تدون فيها جميع الأملاك الوقفية، من عقارات وأسهم وسندات مالية، ومسك سجلات للعقارات والأراضي الوقفية ومتابعة تأجيرها حسب الأصول.
- مؤسسة تنمية أموال الأوقاف[24]

باشرت المؤسسة أعمالها عام 2002م، لتتولى استثمار الأموال الوقفية المنقولة وغير المنقولة، بما يحقق مصلحة الوقف بما في ذلك الاستثمار في العقارات شراءً وبيعاً من الأموال الوقفية المنقولة، على أن تلتزم المؤسسة بجميع تصرفاتها واستثماراتها بأحكام الشريعة الإسلامية، مع مراعاتها شروط الواقفين، كما سمح القانون للمؤسسة وبقرار من مجلس إدارتها وبموافقة مجلس الوزراء المسبقة، الحصول على التمويل اللازم من المؤسسات المتخصصة أو طرح سندات تمويل بما لا يتعارض مع أحكام الشريعة (المادة 28) وتعمل المؤسسة على جذب مستثمرين من داخل المملكة ومن خارجها لتنفيذ الاستثمارات عن طريق صيغ استثمار العقارات الوقفية المعتمدة من قبل مجلس الإفتاء، مثل عقد الاستصناع والمشاركة المتناقصة والتمويل عن طريق المرابحة.

## روابط خارجية
- الرقابة على مؤسسة الوقف
- الرقابة المالية في الفقه الإسلامي
- ولاية الدولة في الرقابة على الاوقاف
- ولاية الدولة في الرقابة على الأوقاف